# عرس الدم (مسرحية)

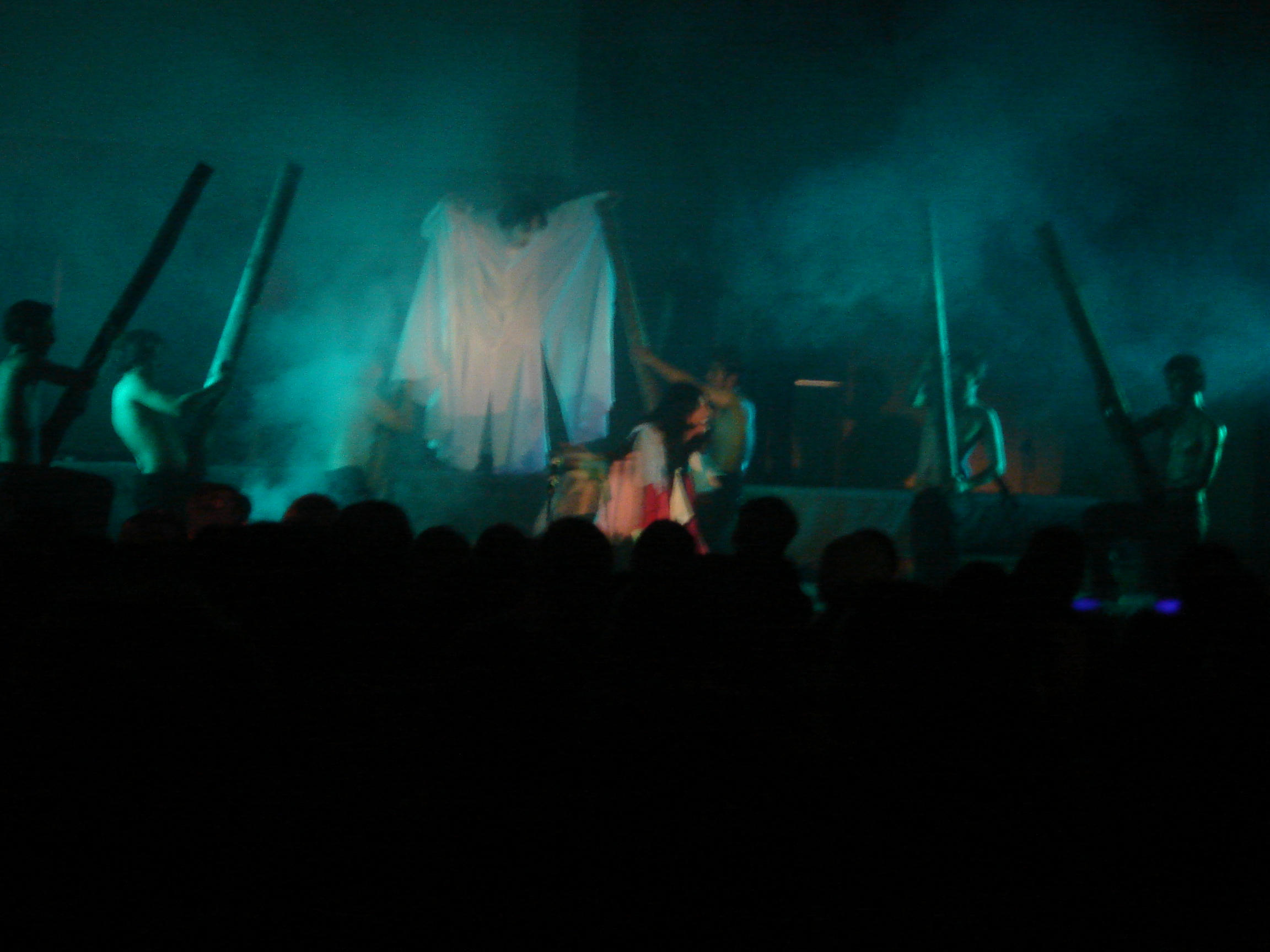
بيت الدم

مسرحية عرس الدم للكاتب الأسباني فيديريكو غارثيا لوركا (بالاسبانية: Bodas de sangre)، (بالإنجليزية: Blood Wedding)، كتبها عام 1933 وأول عرض لها كان في مدريد في مارس 1933، ثم في بوينس ايريسز. يمزج فيها الكاتب بين الشاعرية والدراما والفولكلور الأندلسي، بطريقة تراجيدية، ويستند في جوهره على العادات والتقاليد التي كانت سائدة في إسبانيا القديمة. تعد أجمل أعمال لوركا المسرحية الشعرية، حيث تحمل بين فصولها قضايا إنسانية، تناقش مشاكل الحروب الأهلية، وقضايا المرأة في الأرياف الإسبانية، التي لم تسلم من الظلم الذكوري ومرارة القهر. وتطرح أيضاً قضية الانتقام والخيانة، وهي الأقوى موضوعاً ضمن ثلاثية لوركا الفريدة (عرس الدم، يرما، بيت برناردا البا)، التي أدت إلى رفع مستوى المسرح في القرن العشرين.

## التاريخ والعقدة
هو إنتاج مسرحي وشعري يركز على تحليل الشعور التراجيدي على طريقة لرؤية التراجيديا قديما وحديثا. وكل هذا يتمثل في الطبيعة الاسبانية التراجيدية والعالمية.
الموضوع الرئيس لهذا العمل هو الحياة والموت لكن بطريقة سرية وموروثة التي تحتوي على الخرافات والأسطورة والمناظر الطبيعية التي تدخل القارئ إلى عالم من المشاعر المظلمة التي تؤدي الغيرة والاضطهاد وإلى نهاية مأساوية وهي الموت. ويبرز الحب باعتباره القوة الوحيدة التي يمكن التغلب عليها.
ويشمل العمل بعضا من تقاليد وطن المؤلف التي لا تزال قائمة، وكل هذا ابتداء من الرموز التي تدل على التراجيديا. وهذا ما اثبت في عمل لوركا حيث استحواذه على الخنجر والسكين والمطواة والتي في عرس الدم يجذبوا السحر، وفي الوقت نفسه ينذروا بالموت.
وقعت الأحداث التراجيدية والحقيقية التي يستند إليها عمل لوركا في 22 يوليو 1928 في المزرعة الأندلسية ديل فريل، نايجر، ألمرية. كان لوركا معروفا من قبل الصحافة، على الرغم من أن الكاتبة والناشطة الألمرية ذات الأصول من نايجار، كارمن دي بورغس، كانت قد كتبت رواية قصيرة عن الحدث قبل عرس الدم تدعى خنجر القرنفل، والتي كانت أيضا مصدر إلهام للمؤلف الغرناطي لوركا.

## الشخصيات

### الشخصيات الرئيسة
- العريس: رجل ساذج وذا ثقة، ولكن في المقابل هو عاطفي للغاية. ليس لديه رغبة في إيذاء من يحب، زوجته، وهذا الشغف نفسه هو الموت.
- العروس: امرأة متهورة وعاطفية ومترددة. ويقال أنها دفعت من قبل قوة عظمى للفرار مع ليوناردو أو لكي لا تتهم بالقذارة.
- ليوناردو: هو الخصم في العمل، شخص عاطفي وقوي وعاشقا بالفتاة التي لا تناسبه. لم يكن خجلا من هجر زوجته وابنه للفرار مع العروس. هو متزوج من قريبة العروس مما يحرم منها بطريقة معينة وبذلك يزداد حبا لها.
- الأم: تظهر والدة العريس طوال المسرحية ولديها المعلومات اللازمة لإدراك ذاتها. هي امرأة مكافحة ذو شخصية قوية ومتمسكة بالوطن. إنها عدو لاستخدام الأسلحة بسبب فقدها لابنها الآخر وزوجها الراحل في معركة.

### الشخصيات الثانوية
- المرأة: هي زوجة ليوناردو. تتفهم تماما رغبة زوجها من قريبتها ولذلك تحاول ابعاده قدر المستطاع، ومع ذلك، ومن الواضح انه لا يمكن.
- لونا: يظهر في مشهد الغابة، الأكثر شعريا في العمل، كحطاب شاب أبيض الوجه. كما يلعب لونا دور مساعد الموت وذلك من خلال الإضاءة الذي منحت (العنصر المسرحي الذي أكد عدة مرات من قبل الإخراج المسرحي في العمل حيث ذكر بأن الضوء الأزرق الشديد يجب أن يسلط عند ظهور الشخصية). ويشارك في النهاية المأساوية للرجلين.
- الموت: يظهر أيضا في الغابة كمتسول وحاف القدمين ومغطى بالكامل بقطعة قماش أخضر داكنة. هذه الشخصية لا تظهر كمشاركة حيث يرافق العريس للبحث عن ليوناردو والعروس ويصل إلى جنازة كلا منهما.
- والد العروس: رجل عجوز ويحب ابنته كثيرا. وهو يعلم بأن ابنته تفكر بليوناردو وليس بالعريس، ولكنه يريد أن يجمع الثروات من العائلتين ولديه أحفاد يعملون في الأراضي.

## الرموز
- الحصان: عادة هوالعنصر المرتبط بالجنس والرجولة والقوة والميزات الموجودة في الشخصية مع الحصان مرتبطة وبقوة في العمل كله بليوناردو. أكثر عموما، يمثل العاطفة الهائجة التي تؤدي إلى الموت. وربما الذكر الأكثر أهمية لهذا الرمز نجده في النانا التي تغني للحماة والمرأة في الفصل الثاني من المشهد الأول. وفي هذا، يتم إنشاء السخرية التراجيدية التي تنذر بنتائج قاتلة في العمل وذلك باستخدام الحصان.
- القمر: هو عنصر متكرر في أعمال لوركا، ويرمز في الغالبية إلى الموت. مثال على ذلك رومانسية القمر الذي تعتبر ضمن رومانثيرو الغجر الشهيرة. ويعود في عرس الدم لمنح هذا المعنى التراجيدي، ولكن هنا القمر لايرتبط بالموت فقط، بل يرتبط مباشرة بالعنف وما يترتب عليه من سيل الدم.
- السكين: يرمز للموت والتهديد.
- المتسول: يرمز إلى الموت.
- تاج زهر البرتقال: يرمز إلى صفاء النساء.

## الطبعة الأولى في كتاب
كان هذا العمل الوحيد لفيديريكو غارثيا لوركا نشر في شكل كتاب خلال حياته نظرا لنجاح الإخراج. عرس الدم هي تراجيديا ذات الثلاثة فصول والسبع مشاهد. الطبعة الأولى تفتصر على 1100 نسخة.

## القصة العامة
تتكون المسرحية من ثلاث اقسام، تعد هذه المسرحية الأجمل بين أعمال لوركا المسرحية الشعرية، حيث تحمل بين فصولها قضايا إنسانية، تناقش مشاكل الحروب الأهلية، وقضايا المرأة في الأرياف الإسبانية، التي لم تسلم من الظلم الذكوري ومرارة القهر. كما تطرح أيضاً قضية الانتقام والخيانة، وهي الأقوى موضوعاً ضمن ثلاثية لوركا الفريدة (عرس الدم، يرما، بيت برناردا البا)

## تحولها إلى أعمال
- 2015: فيلم أسباني باسم The Bride من إخراج Paula Ortiz
- 1983: تم تحويلها إلى فلم أسباني من اداء (Margarita Xirgu)
- 1959 قدم تلفزيون هيئة الإذاعة البريطانية (بي بي سي)، أقدم اقتباس معروف من المسرحية
- 1986 بثت إذاعة بي بي سي، نسخة إذاعية من المسرحية، تألق فيها: آنا ماسي، جولييت ستيفنسون، آلان ريكمان
- 2006 أوبرا ضخمة للملحن الهاييتي العالمي ايفارز بلين، بعنوان «عرس الدم»، للمخرج الهولندي هانز فلس
- 2007 بث راديو (بي بي سي 3) إنتاجا جديدا للمسرحية (ترجمة تيد هيوز)، وضم: باربرا فلين بدور الأم
- 1938 فيلم إسباني من بطولة مارغريتا كسيرغو، في تكرار لدورها في المسرحية على خشبة المسرح
- 1981 فيلم إسباني من إخراج كارلوس ساورا وأداء الراقص الأسطوري أنتونيو غاديس وفرقته، ونال الفيلم أربع جوائز
- 2007 فيلم وثائقي للمخرج الهولندي، هانز فلس عرض للمرة الأولى في مهرجان هولندا السينمائي
- 1957 أوبرا «بلوذوشذيت»، التي قدمها المطرب الأوبرالي ولفغانغ فورتنر، بنص ترجمه هنريك بيك إلى الألمانية
- 1964 نسخة أوبرالية بعنوان «فرناز»، بتوقيع الموسيقار المجري ساندور سيزوكولاي، قدمت للمرة الأولى ببودابست
- 1935 مسرحية عرضت في برودواي، بعنوان «لو أوتيزمو»، اقتبست من النسخة الإنجليزية للعمل.[2]